# Prinzgemahl
Ein Prinzgemahl ist der Ehemann einer regierenden Monarchin und seine offizielle Anrede ist meistens „Königliche Hoheit“. Da in manchen Ländern ein König protokollarisch den höheren Rang als eine Königin belegt, kann der Ehemann einer regierenden Königin nicht selbst König (Titularkönig) sein – umgekehrt dagegen kann die Ehefrau eines regierenden Königs problemlos den Titel einer Königin führen.
Der Prinzgemahl stellt sein Leben in den Dienst des Königreiches und nimmt in der Regel repräsentative Aufgaben wahr. Vor allem aber hat er durch Zeugung thronfolgefähigen Nachwuchses den Fortbestand der Dynastie im Funktionssystem Monarchie zu sichern. Eine eigene Profilierung ist nur in engen Grenzen und in Abstimmung mit dem Königshaus möglich. Dabei kann es zu sehr verschiedenen Ausprägungen kommen. So war Albert von Sachsen-Coburg und Gotha der engste Mitarbeiter und Berater seiner Frau Königin Victoria sowie Begründer des aktuell unter dem Namen Windsor herrschenden britischen Zweigs des Hauses Sachsen-Coburg-Gotha.
Bernhard zur Lippe-Biesterfeld kämpfte als gebürtiger Deutscher für die Niederlande, das Land seiner Frau Juliana, gegen Deutschland.
Sein Vorgänger Heinrich zu Mecklenburg war zwar Konteradmiral der Niederlande, hatte aber sehr geringen Einfluss auf die Politik des Königshauses.

## Situation in den Niederlanden
Die Verfassung der Niederlande kennt zwar die weibliche Thronfolge, aber wörtlich nur den Begriff Koning (König) für das Staatsoberhaupt. Wird das Amt des Königs (die Königswürde) von einer Frau wahrgenommen, kann ihr Ehemann nicht den Titel eines Königs führen, da es immer nur einen König geben kann. Die Ehefrau eines Königs wird hingegen als Königin tituliert, aber nur als Ehrentitel (siehe z. B. Máxima der Niederlande) vor dem Rufnamen. Zugleich trägt sie allein den Titel einer Prinzessin der Niederlande.

## Berühmte Prinzgemahle der Moderne
- Albert von Sachsen-Coburg und Gotha war verheiratet mit Victoria von Großbritannien
- Heinrich zu Mecklenburg war verheiratet mit Wilhelmina, Königin der Niederlande
- Bernhard zur Lippe-Biesterfeld war verheiratet mit Juliana, Königin der Niederlande
- Claus von Amsberg war verheiratet mit Beatrix, Königin der Niederlande
- Philip, Herzog von Edinburgh, war verheiratet mit Elisabeth II. von Großbritannien
- Prinz Henrik war verheiratet mit Margrethe II. von Dänemark